# Držilovo
Držilovo (makedonska: Држилово) är en ort i Nordmakedonien. Den ligger i kommunen Sopište, i den centrala delen av landet, 18 kilometer söder om huvudstaden Skopje. Držilovo ligger 823 meter över havet och antalet invånare är 330.